# Uczelnia Medyczna im. Marii Skłodowskiej-Curie w Warszawie
Uczelnia Medyczna im. Marii Skłodowskiej-Curie w Warszawie (do 16 stycznia 2019 Uczelnia Warszawska im. Marii Skłodowskiej-Curie w Warszawie) – uczelnia niepubliczna założona w 1997 roku, z siedzibą w Warszawie przy placu Żelaznej Bramy 10. Prowadzi studia na poziomie licencjackim i magisterskim.

## Historia
Uczelnia wybudowała i uruchomiła w 2010 roku Mazowiecki Szpital Onkologiczny w Wieliszewie. Ponieważ otrzymała prawo kształcenia na kierunkach lekarskich szpital jest jej bazą kliniczną.  

## Oferta kształcenia
Uczelnia posiada uprawnienia do prowadzenia studiów na kierunkach:
- lekarski – jednolite studia magisterskie[4]
- psychologia - jednolite studia magisterskie
- pielęgniarstwo – studia I stopnia
- pielęgniarstwo – studia II stopnia
- kosmetologia – studia I stopnia
- kosmetologia – studia II stopnia
- ratownictwo medyczne – studia I stopnia[5]

## Władze
- Rektor, Dyrektor Instytutu Nauk Klinicznych: prof. dr hab. n. med. Krzysztof J. Filipiak
- Prorektor ds. Naukowych i Współpracy, Dyrektor Instytutu Badań Naukowych: dr hab. n. med. Łukasz Szarpak, prof. UM MSC
- Prorektor ds. Dydaktycznych, Dyrektor Instytutu Nauk Przedklinicznych, Pełnomocnik Rektora ds. Jakości Kształcenia, Pełnomocnik Rektora ds. kierunku Lekarskiego, Pełnomocnik Rektora ds. kierunku Ratownictwo medyczne: dr n. med. i n. o zdr. Natasza Blek
- Zastępca Pełnomocnika Rektora ds. kierunku lekarskiego: lek. Karolina Mikołap
- Pełnomocnik Rektora ds. kierunku pielęgniarstwo: mgr piel. Małgorzata Krucińska
- Pełnomocnik Rektora ds. kierunku kosmetologia: mgr Dorota Witkowska

## Instytut
- Instytut Nauk Przedklinicznych – Dyrektor: dr n. med. i n. o zdr. Natasza Blek
- Instytut Nauk Klinicznych – Dyrektor: prof. dr hab. n. med. Krzysztof J. Filipiak
- Instytut Badań Naukowych – Dyrektor: dr hab. n. med. Łukasz Szarpak, prof. UM MSC

## Kontrowersje
W 2021 Mazowiecki Wojewódzki Konserwator Zabytków nakazał uczelni odbudowę rozebranych przez nią elementów zabytkowych budynków wchodzących w skład Stalowni Praskiej przy ul. Szwedzkiej 2/4.